# جوناثان ماغاغولا
جوناثان ماغاغولا (مواليد 8 أغسطس 1954) هو ملاكم سوازيلاندي، مثّل بلاده في الألعاب الأولمبية الصيفية 1984.

## روابط خارجية
جوناثان ماغاغولا على موقع بوكس ريك (الإنجليزية) (registration required)
- جوناثان ماغاغولا على موقع اللجنة الأولمبية الدولية (الإنجليزية)
- جوناثان ماغاغولا على موقع أوليمبيديا (الإنجليزية)
- جوناثان ماغاغولا على موقع اتحاد ألعاب الكومنولث (مؤرشف) (الإنجليزية)